# Mehtar
Der Titel Mehtar (Urdu: مھتار) stammt aus der persischen Sprache und bedeutet „Mächtiger“. Der Begriff wurde in vergangener Zeit für einen lokalen Führer im Distrikt Chitral in Pakistan verwendet.
Mit dem Titel Mehtar wird der lokale Führer im Gebiet von Chitral heute noch bezeichnet. In der Sprache der Khowar, die bei Chitral leben, bedeutet Mehtar ganz allgemein gesprochen König. Die Rolle der Mehtar endete 1954 und der eigenständige Staat Chitral wurde 1969 in den Staat Pakistan integriert. 
Das Reich der Mehtar wird eingeteilt in sechs Zeitabschnitte, in die Persische Zeit ab 400 v. Chr., in der in Chitral persisch gesprochen wurde. Anschließend folgte 200 v. Chr. die Kushanische Zeit, die im 4. Jh. von der Chinesischen Zeit abgelöst wurde. Die Kalash, die aus Afghanistan kamen, wurden im 11. Jh. von Shah Nadir Rais besiegt. Die Katur aus Chitral beendeten die Raisdynastie 1595 durch Muhtaram Shah I. Im Mai 1947 erklärte H. H. Muzafarul Mulk, dass der Staat Chitral in den neuen Staat Pakistan aufgehen solle. 